# La Veu de l'Ebre
La Veu de l'Ebre és el mitjà de referència per a la vegueria de les Terres de l’Ebre, amb tirada setmanal de notícies locals i comarcals, i informacions d’agenda i de serveis, elaborades des de la redacció central del setmanari, ubicada a Tortosa. El contingut és generalista, i té un públic heterogeni. És de pagament, amb la possibilitat de subscriure-s'hi.

## Història
Durant els vuitanta, el periodista Josep Bayerri passà el relleu de la direcció del setmanari Ebre Informes a Artur Gaya. La plantilla del periòdic es professionalitzà. La línia ideològica de la publicació es mantingué com a independent, nacionalista i d’esquerres. L’Ebre Informes era el difusor dels plantejaments comarcalistes i dels projectes per impulsar les Terres de l’Ebre com a territori propi. El 1989 es fusionà amb el setmanari ampostí Migjorn, i la capçalera s'amplià a Ebre Informes/Migjorn.
El 1995, es convertiria en L'Ebre, dirigit per Josep Lluís Villa. Finalment, el 2001 L'Ebre, de la mà de Josep Maria Arasa, i La Veu del Baix Ebre (anterior Voz del Bajo Ebro), amb Joaquim Rambla com a director, es fusionaren per donar lloc a l'actual Veu de l'Ebre. El 1996, va rebre el Premi Ventura Gassol al millor setmanari de la província. Aquest setmanari creà L’Ebresport i es distribuí a les quatre comarques. El 21 de març de 1997, L’Ebre s'introduí a la xarxa amb el naixement de L'Ebre Digital.
El 1987, aparegué el setmanari 7 Dies, fundat i dirigit per Ramon Ferrando, que després es convertiria en una publicació mensual que acabaria tancant-se l’any 1990. L’Occidental era un altre setmanari intercomarcal, vinculat al Canal 21. També de periodicitat setmanal era la publicació esportiva Minut 91, que va nàixer l’any 1998.
La premsa escrita continua tenint un paper dominant al mercat de les Terres de l’Ebre i de Tortosa en concret. Segons l’Institut de Comunicació de la UAB (Incom), l’any 2000 La Veu del Baix Ebre (amb una difusió de 3.500 exemplars) i L’Ebre (2.050 exemplars) eren els setmanaris de referència a Tortosa i a les Terres de l’Ebre. Amb la seva fusió l'any 2001, La Veu de l’Ebre va guanyar el 2002 el Premi Tasis Torrent a la millor publicació de Catalunya. Segons l'Associació_Catalana_de_la_Premsa_Comarcal (ACPC), aquesta publicació té, actualment, una difusió de 6.000 exemplars. Des d’aquest setmanari nasqué Ebreconòmic l’octubre del 2003, el primer periòdic econòmic mensual a les Terres de l’Ebre, que continua al mercat.
El mateix 2001, nasqué el setmanari Més Ebre, editat a Roquetes amb 4.300 exemplars, segons l'Associació Catalana de Premsa Gratuïta (ACPG). En l'actualitat, s'ha convertit en un bisetmanari. Aquesta publicació es podria considerar la competència directa de La Veu de l’Ebre, però no arriba a la seva magnitud, ja que al sortir dos cops per setmana i ser gratuït no assoleix els mateixos objectius, entre ells ser el setmanari de referència del territori ebrenc.

## Orígens
Breu aprofundiment en les arrels del que ara és La Veu de l'Ebre.
- La Veu del Baix Ebre. L’any 1957 es creà La Voz del Bajo Ebro impulsada per l'impressor Salvador Blanch, el qual també era redactor en cap[1] i va portar la direcció tècnica des dels inicis fins a la seua mort el 1973.[2] El seu director era José Tarragó Salvadó. És l’únic mitjà autoritzat en la dictadura i que recupera la tradició informativa de la ciutat de Tortosa, on convivien fins a quatre diaris abans de la Guerra Civil, que va trencar la rica història i tradició informativa a cavall del final del segle xix i el començament del segle xx.

La direcció de Tarragó va ser curta, el substituí Joan Gamundi, el que la va mantindre independent i abans de perdre l'autonomia va dimitir. Amb el director David Català els articles van enriquir molt lo setmanari. Després va vindre Francisco Climent.
En 1976, quan pren el control del setmanari Lluís Mestre i Rexach, rep un nou impuls amb el sistema d'impressió Òfset ja que el periòdic passa a imprimir-se a la imprenta Dassoy de Sant Carles de la Ràpita que l'incorpora. Apareix un nou format: 400x280 mm, compaginat a 5 columnes, lo que abarateix els costos i la impressió és fa més senzilla i ràpida amb paper setinat d'alta qualitat, que permet incorporar fotografies i molta informació gràfica molt més fàcilment. En la capçalera es va catalanitzar i va passar a dir-se La Veu del Baix Ebre tot i que la informació de la capçalera ja s'havia canviat al català en 1978. El 1983 pren el Relleu com a director el periodista Ximo Rambla. La capçalera va deixar d’existir l’última setmana de novembre del 2001, per donar pas a La Veu de l'Ebre, després d’haver-se publicat setmanalment durant 44 anys. En el seu darrer número s'indica: "Els lectors de La Veu del Baix Ebre rebran divendres 30 de novembre La Veu de l'Ebre"
- Ebre Informes. L’any 1978, al mes de gener, nasqué Ebre Informes. Incorpora des del primer dia el concepte Terres de l’Ebre, una visió territorial compartida pels sectors progressistes i democràtics, principalment de Tortosa, però també d’Amposta (posteriorment es van escindir per crear el setmanari Migjorn). El mitjà va ser membre fundador de l’ACPC, coetani de les principals capçaleres de Catalunya que van acabar convertint-se en diaris de referència en la premsa comarcal de Catalunya (El Punt, Regió 7, Segre). El fundador va ser Josep Bayerri i entre els seus directors hi ha hagut Artur Gaya i Josep Lluís Villa, amb els quals es va produir una primera fusió amb el setmanari Migjorn l’any 1989. Aquesta capçalera va estar sortint al carrer setmanalment durant aproximadament 17 anys, fins que l'any 1995 va passar a dir-se L’Ebre.
- Migjorn. L’any 1983 va nàixer el setmanari Migjorn, amb redacció central a Amposta, i dirigit també a la comarca del nord de Castelló, el Maestrat. El seu creador i primer director va ser Josep Lluís Ripollés i l’últim director en va ser Josep M. Arasa. Aquest, va protagonitzar la fusió amb Josep Lluís Villa per acabar creant un mateix mitjà, durant uns anys amb capçalera compartida: Ebre Informes/Migjorn. Així per tant, el Migjorn va existir com a capçalera individual durant 6 anys, i 12 si es compta la coexistència compartida.
- L’Ebre. L’any 1995 nasqué el setmanari L’Ebre, sota la direcció de Josep Lluís Villa, que va iniciar la transformació definitiva de la premsa comarcal ebrenca cap a plantejaments definitivament professionals (paper premsa i rotativa, distribució a les quatre comarques, professionalització dels periodistes, informatització i equips autònoms d’edició, etc.). Aquest mitjà va associar-se durant un temps amb El Punt i va repartir com a encartament tant aquest diari com la revista Presència, convertint-se en un revulsiu sense precedents al territori pel que fa a la seua expansió i progressió. L’últim número va sortir a l’octubre del 2001, la setmana abans de l’aparició de La Veu de l’Ebre, després d’haver-se editat durant sis anys.

## Productes (temàtics i especialitzats)
- El setmanari esportiu del territori: 
  - Periodicitat: setmanal, encartament dins de La Veu de l'Ebre (tret dels mesos de juliol i agost).
  - Característiques: vint pàgines amb tot el futbol i poliesportiu ebrenc. Únic mitjà a Catalunya amb el 100% del futbol base, i amb seccions permanents d’esport escolar.
- El nou gratuït de les Terres de l’Ebre:
  - Periodicitat: mensual.
  - Edita: La Veu de l'Ebre.
  - Tirada: 10.000 exemplars.
  - Característiques: reportatges, agenda lúdica, d’oci, seccions fixes, especials, immobiliàries, etc.
  - Distribució: encartament dins del setmanari (les quatre comarques de l’Ebre) i punts estratègics del territori.
- Periòdic econòmic per als empresaris i comerços ebrencs:
  - Periodicitat: mensual.
  - Edita: Cambra de Comerç i La Veu de l'Ebre.
  - Tirada: 8.000 exemplars.
  - Distribució: encartament dins del setmanari (les quatre comarques de l’Ebre) i entre els associats a la Cambra de Comerç. 32 pàgines en color.
- La revista del Parc Natural del Delta de l’Ebre: 
  - Periodicitat: semestral (desembre i juliol).
  - Edita: Departament de Medi Ambient i La Veu de l'Ebre.
  - Tirada: 10.000 exemplars.
  - Distribució: encartament dins del setmanari (les quatre comarques de l’Ebre) i a càrrec del parc natural.
- Suplement setmanal de comerç i oci: 
  - Periodicitat: setmanal, encartament dins de La Veu de l'Ebre.
  - Característiques: entre 8 i 48 pàgines centrals, d’acord al calendari lúdic i comercial de l’any. Inclou totes les festes majors, jornades lúdiques i gastronòmiques, fires, així com la gran majoria de sectors (construcció, salut, ensenyament, motor, etc.).
- Monogràfics:
  - Periodicitat: a escollir.
  - Edita: La Veu de l'Ebre.
  - Tirada: a partir de 6.000 exemplars.
  - Distribució: encartament dins del setmanari (les quatre comarques de l’Ebre) i segons característiques.
- Servei d’editorial:
  - Característiques: davant la manca d’empreses editorials a les Terres de l’Ebre, La Veu de l’Ebre SL també ha entrat els últims anys a oferir aquest servei reclamat pels lectors. Actualment es disposa ja d’una llista de llibres editats, alguns dels quals són reculls d’articles, i d'altres per motius excepcionals.
- Cartells, tríptics i altres serveis:
  - Característiques: el potent departament d’edició del setmanari permet oferir també serveis editorials sovint sol·licitats per les empreses. Des de l'edició de cartells de promoció i tríptics comercials i d’empresa, passant per la confecció de logotips o el disseny d’anuncis i campanyes.
- Imagina Ràdio, la nova ràdio de les Terres de l'Ebre, al 103.9 de la FM: 
  - Característiques: abasta el conjunt de les Terres de l’Ebre i disposa de 24 hores de programació autònoma.

## Difusió i característiques
La Veu de l'Ebre edita 51 exemplars anuals (cada setmana a excepció de la de Nadal i Cap d’Any), amb una tirada de 6.000 exemplars i una audiència de 30.000 lectors. Es distribueix a tots els quioscs i llibreries de les quatre comarques de l’Ebre (Baix Ebre, Montsià, Terra Alta i Ribera d’Ebre), i també en llibreries especialitzades en premsa comarcal de Tarragona i Barcelona.
La mitjana de pàgines que es publiquen cada setmana supera les 80, amb un mínim de 56 i un màxim de 160; de les quals més de 40 són a color. De format tabloide, les mides del paper són: 31,5x43 cm; i les de la taca de color: 28,5x37,5 cm. El dia de tancament és el dijous al migdia, i la data de publicació tots els divendres.
Està formada per una dotzena de seccions, i pràcticament sempre inclou almenys dos suplements centrals (especials i esports). La secció inicial es diu Primera Plana, per a la notícia més destacada de la setmana. Després segueix l’apartat Terres de l’Ebre, amb deu planes subdividides temàticament en Política, Societat, Medi Ambient, Economia i Última Hora. La secció que tanca aquest primer bloc és l'editorial, que inclou un resum de la setmana i les crides de la secció d’opinió, un dels punts forts d’un mitjà que es caracteritza per ser creador d’opinió al territori. A partir d’aquí se succeeixen les seccions territorials, per aquest ordre: Tortosa, Baix Ebre, Amposta, Montsià, Ribera d’Ebre i Terra Alta. Ja en la part final (al mig està el suplement d’Esports, amb un mínim de vint pàgines setmanals, i el suplement d’Especials), està la secció d’Opinió, seguida de la de Serveis, per acabar amb Cultura i l’Agenda Cultural i d’Oci.

### Criteris Editorials
La defensa i promoció del territori de les Terres de l’Ebre, per aconseguir que tingui identitat pròpia a tots els efectes (la vegueria en la seua màxima expressió), és l'eix central de la línia editorial del setmanari, per això té una importància especial la informació política, igual que l'editorial o l’opinió. Però per aconseguir-ho consideren que cal estendre socialment entre tots els ciutadans els valors de la independència i la pluralitat (entesa com a democràcia participativa), des de plantejaments progressistes, catalanistes i de justícia social i igualtat d’oportunitats. Així per tant, s'aposta per fomentar la mobilització activa de la societat intercultural i també es dinamitza la conscienciació medioambiental, a la vegada que es fomenta un accelerat desenvolupament econòmic equilibrat per tal de recuperar el terreny perdut. Un plantejament transversal que, a més a més, consideren que requereix l'atenció detallada a tots i cadascun dels municipis de les quatre comarques de l’Ebre, perquè només des de la cohesió territorial i social les Terres de l’Ebre poden assolir l’objectiu de ser l'espill de la nova Catalunya que asseguren que es reclama des del sud, en contacte directe amb el País Valencià i el Baix Aragó.